# 65. Nemzetközi Matematikai Diákolimpia
A 65. Nemzetközi Matematikai Diákolimpiát (IMO 2024) 2024. július 11–22. között rendezték meg az Egyesült Királyságban, Bath városában. A világ legrangosabb középiskolai matematikaversenyének 65. kiadásán 111 ország 609 tanulója vett részt, köztük 81 lány.
A versenyt teljes mértékben jelenléti formában rendezték meg, folytatva a világjárvány előtti hagyományos lebonyolítást. A verseny két versenynapból állt, naponta három-három, egyenként hét pontot érő feladattal, összesen 42 pont elérhető pontszámmal. Az esemény során 58 arany-, 123 ezüst- és 145 bronzérmet osztottak ki, valamint 170 versenyzőt részesítettek dicséretben.

## Országok eredményei pont szerint
A következő táblázat az IMO 2024 hivatalos országos eredményeit mutatja a csapat összpontszáma alapján (6 versenyző teljesítményének összege, maximum 252 pont).
| Helyezés | Ország              | Csapattagok száma | Összpontszám |
| -------- | ------------------- | ----------------- | ------------ |
| 1        | Egyesült Államok    | 6                 | 192          |
| 2        | Kína                | 6                 | 190          |
| 3        | Dél-Korea           | 6                 | 168          |
| 4        | India               | 6                 | 167          |
| 5        | Fehéroroszország    | 6                 | 165          |
| 6        | Szingapúr           | 6                 | 162          |
| 6        | Egyesült Királyság  | 6                 | 162          |
| 8        | Magyarország        | 6                 | 155          |
| 9        | Lengyelország       | 6                 | 151          |
| 9        | Törökország         | 6                 | 151          |
| 11       | Tajvan              | 6                 | 149          |
| 12       | Románia             | 6                 | 145          |
| 13       | Bosznia-Hercegovina | 6                 | 144          |
| 14       | Olaszország         | 6                 | 143          |
| 14       | Japán               | 6                 | 143          |
| 16       | Izrael              | 6                 | 142          |
| 16       | Mongólia            | 6                 | 142          |
| 18       | Hongkong            | 6                 | 140          |
| 19       | Irán                | 6                 | 137          |
| 20       | Brazília            | 6                 | 134          |

## Magyar eredmények
A magyar csapat a versenyen a 8. helyen végzett, 155 pontot szerezve. A csapat két arany-, két ezüst- és egy bronzérmet nyert. A diákok: 
| Versenyző neve     | Iskola                                               | Évfolyam | Eredmény  | Pontszám |
| ------------------ | ---------------------------------------------------- | -------- | --------- | -------- |
| Simon László Bence | Budapesti Fazekas Mihály Gyakorló Gimnázium          | 12.      | aranyérem | 35       |
| Szakács Ábel       | Budapesti Fazekas Mihály Gyakorló Gyakorló Gimnázium | 10.      | aranyérem | 30       |
| Czanik Pál         | Budapesti Fazekas Mihály Gyakorló Gimnázium          | 11.      | ezüstérem | 25       |
| Bodor Mátyás       | Csíkszeredai Márton Áron Főgimnázium                 | 10.      | ezüstérem | 22       |
| Varga Boldizsár    | Békásmegyeri Veres Péter Gimnázium                   | 11.      | bronzérem | 22       |
| Tarján Bernát      | Békásmegyeri Veres Péter Gimnázium                   | 12.      | bronzérem | 21       |

Simon László Bence 35 ponttal nemcsak a magyar csapat legeredményesebb versenyzője volt, hanem a világ egyik legjobbja is: teljesítményével a résztvevő 615 diák közül az előkelő 5. helyen végzett az egyéni rangsorban.
A csapat vezetője Harangi Viktor, a helyettes vezetője Dobos Sándor volt.